# 霸王别姬 (京剧)

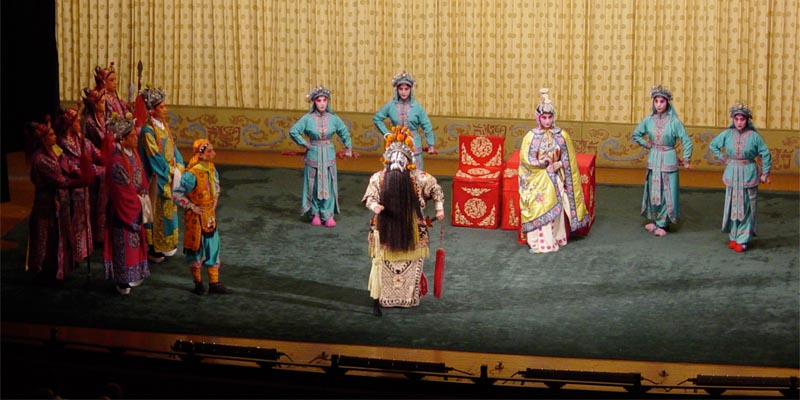
《霸王别姬》

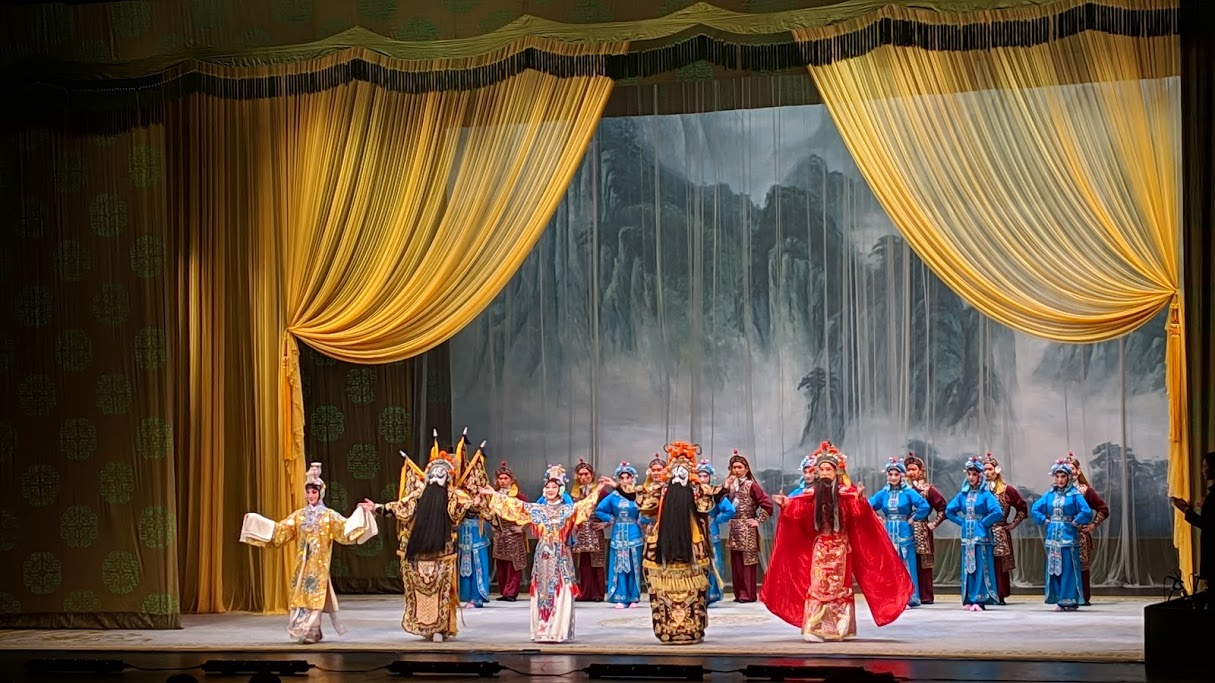
2019年3月20日中國國家京劇院在台北國家戲劇院演出全本《霸王別姬》謝幕

《霸王別姬》是京剧藝術大師梅蘭芳編創的梅派青衣經典名劇之一。故事講述楚漢相爭末期，西楚霸王項羽中了韓信十面埋伏之計被困垓下（史稱「垓下之圍」），漢營隨後使出四面楚歌之計，讓漢軍在項羽紮營處周圍大唱楚歌，使得項羽士兵軍心渙散，項羽以為楚軍皆投降劉邦，大勢已去。項羽於是唱起「垓下歌」在營帳中擺下酒宴與虞姬同飲作別，虞姬也為項羽舞劍，舞罷便自刎殉情。悲傷不已的項羽後殺出重圍，鏖戰後逃至烏江自覺無顏見江東父老而自刎江邊。
此剧原名《楚汉争》，根据昆曲《千金记》和《史記·項羽本紀》编写而成。总共四本。1918年，由杨小楼、尚小云在北京首演。1922年2月15日，杨小楼与梅兰芳合作。齊如山、吴震修对《楚汉争》进行修改，更名为《霸王别姬》。

## 劇本創作過程
齊如山依據明代沉采所編《千金記》傳奇，與一九一八年由桐馨社的楊小樓、錢金福、尚小雲、高慶奎共同編演的《楚漢爭》劇本，完成霸王別姬初稿，原為二十多場，後經吳震修協助刪減，以霸王打陣和虞姬舞劍為重點場子。演出後持續調整，至一九三六年已減到十二場，解放後減到八場。

## 重點欣賞橋段

### 《虞姬舞劍》
虞姬舞劍是《霸王別姬》中重點欣賞段落。此段落使用的配樂是源自崑曲《思凡》裡富含節奏感的【夜深沉】曲牌，梅蘭芳為此特地向武術老師學習太極劍以及太極拳。部分動作從《群英會》的舞劍和《賣馬》的耍鐧擷取元素，因此在首演當時有小報副刊評“虞姬寶劍舞如叔寶之鐧，嫦娥花鋤掄如虹霓之槍”。在霸王唱出著名的垓下歌：「力拔山兮氣蓋世，時不利兮騅不逝，騅不逝兮可奈何，虞姬，虞姬，奈若何？」後，虞姬便對霸王說：「大王慷慨悲歌令人淚下，待妾歌舞一回，聊以解憂如何。」此一提議奠定虞姬舞劍在劇情發展脈絡上作為表演特性，因此以梅蘭芳設計時以京劇舞蹈動作輔以武術。

## 首演名單
| 角色   | 演員                                                           |
| ------ | -------------------------------------------------------------- |
| 項羽   | 楊小樓                                                         |
| 虞姬   | 梅蘭芳                                                         |
| 虞子期 | 姜妙香                                                         |
| 項伯   | 許德義                                                         |
| 周蘭   | 李壽山                                                         |
| 鍾離昧 | 遲月亭                                                         |
| 劉邦   | 李鳴玉                                                         |
| 韓信   | 王鳯卿                                                         |
| 彭越   | 錢金福                                                         |
| 李左車 | 汪金林                                                         |
| 大纛   | 傅小山                                                         |
| 張良   | 甄洪奎                                                         |
| 陳平   | 扎金奎                                                         |
| 樊噲   | 方洪順                                                         |
| 馬童   | 侯海林                                                         |
| 中軍   | 焦鳳池                                                         |
| 報子   | 郭春山                                                         |
| 漁夫   | 柴得全                                                         |
| 弟子兵 | 羅文奎、賈多才、高登雲、張瑞亭、姜玉珮、趙春錦、姜士緒、福少田 |
| 宮女   | 王桂山、董玉林、胡長泰、朱得祿、姜連彩                         |
| 藤牌   | 陶玉樹、張棟、杜明、陶玉政                                     |
| 漢將   | 劉硯亭、王玉吉、丁永利、袁增幅、陳椿鈴、楊中和                 |

參考來源：舞台生活四十年